# Alchemilla tirolensis
Alchemilla tirolensis är en rosväxtart som beskrevs av Robert Buser, Dalla Torre och Sarnth.. Alchemilla tirolensis ingår i släktet daggkåpor, och familjen rosväxter. Inga underarter finns listade i Catalogue of Life.